# Poznań-Ławicas flygplats
Poznań-Ławicas flygplats (polska: Port lotniczy Poznań-Ławica) är en internationell flygplats belägen 5 kilometer väster om centrala Poznań i Polen. Flygplatsen byggdes år 1913 och är en av de äldsta i Polen.